# بوب لان
بوب لان هو سياسي كندي، ولد في 1933. حزبياً، نشط في الحزب الكندي التقدمي المحافظ. وقد انتخب عضو مجلس العموم الكندي.